# بخش فلاشینگ (شهرستان بلمونت، اوهایو)
بخش فلاشینگ (به انگلیسی: Flushing Township) یک منطقهٔ مسکونی در ایالات متحده آمریکا است که در شهرستان بلمون، اوهایو واقع شده‌است.
 بخش فلاشینگ ۸۰٫۲ کیلومتر مربع مساحت و ۲٬۰۲۱ نفر جمعیت دارد و ۳۲۳ متر بالاتر از سطح دریا واقع شده‌است.